# Ejvind Blach
Ejvind Mollerup Blach (* 31. Dezember 1895 in Kopenhagen; † 1. Oktober 1972 in Frederiksberg) war ein dänischer Hockeyspieler, der 1920 mit der dänischen Nationalmannschaft Olympiazweiter wurde.

## Sportliche Karriere
Bei den Olympischen Spielen 1920 in Antwerpen traten vier Mannschaften an. Die Dänen unterlagen in ihrem ersten Spiel den Briten mit 1:5. Nach Siegen gegen die Franzosen und gegen die Belgier belegten die Dänen den zweiten Platz und gewannen die bis 2016 einzige olympische Medaille für Dänemark im Hockey.
Ejvinds Bruder Svend Blach gehörte 1920 ebenfalls zum dänischen Aufgebot. Sein kleiner Bruder Arne Blach nahm 1928 und 1936 am olympischen Hockeyturnier teil. Alle Brüder spielten für Københavns Hockeyklub.